# U-55

Engelska blev obligatoriskt i Sveriges folkskolor 1955.

U-55 var 1955 års undervisningsplan för folkskolan i Sverige. U-55 införde bland annat engelska från skolår 5. Samhällskunskap blev ett ämne, efter att tidigare ha hetat medborgarkunskap och varit en del av historia. Med undervisningsplanen bekräftades även engelskan som obligatoriskt ämne i folkskolan.

### Fotnoter
1. ↑  ”Kortfattad skolhistoria”. Finneby skola. Arkiverad från originalet den 29 oktober 2013. https://web.archive.org/web/20131029185106/http://www.finnebyskola.se/wp-content/uploads/Kortfattad-skolhistoria-uppdaterad-feb-2010.pdf. Läst 22 juli 2012.
2. ↑  Fredrik Björklund (5 mars 2016). ”Hur engelska blev vårt andra  språk”. Linköpings universitet. sid. 4. https://www.diva-portal.org/smash/get/diva2:1067628/FULLTEXT01.pdf. Läst 17 september 2020.